# Mariem Homrani Zayani
Pour les articles homonymes, voir Zayani.
Mariem Homrani Zayani,  née Mariem Homrani le 25 janvier 1991, est une boxeuse tunisienne.

## Carrière
Elle est médaillée d'argent dans la catégorie des moins de 57 kg aux championnats d'Afrique de 2014 à Yaoundé. Aux Jeux africains de 2019, elle est éliminée en quarts de finale par la Nigeriane Elizabeth Temitayo Oshoba.
Elle participe aux Jeux olympiques d'été de 2020 à Tokyo.
Elle est médaillée d'argent dans la catégorie des moins de 60 kg aux Jeux panarabes de 2023 à Alger.